# Дерматокосметология
Дерматокосметология – раздел медицины, занимающийся устранением  кожных проблем с помощью  косметологических процедур.
В сфере ответственности дерматокосметологии находятся такие проблемы, как пигментные пятна, сосудистые звездочки, угревая сыпь, рубцы, растяжки, повышенная жирность кожи, сухая и дряблая кожа, бородавки, морщины, круги под глазами и т.п. 
Для устранения подобных проблем в дерматокосметологии используются как классические процедуры воздействия на кожу – различные маски, инъекции, массажи, чистки кожи, –  так и современные аппаратные методики – низкоинтенсивное и высокоинтенсивное лазерное излучение, фотолечение, криотерапия,  микротоковая терапия, биостимуляция, прессотерапия, радиочастотный лифтинг, пилинги и другие средства, арсенал которых постоянно пополняется.
Для решения сложных дерматологических проблем (угревая сыпь, например) часто  привлекаются специалисты других медицинских направлений  –  терапевты, эндокринологи, гинекологи.